# 孔嬰齊
孔嬰齊（？—？），姞姓，孔氏，中国春秋时期卫国大夫。
衞懿公好鶴，荒廢政事。衛懿公九年（前660年）北狄人攻衛國到熒澤，衛懿公向國人授甲的時候，國人不願為他賣命，让懿公命令鶴出城迎戰。衛懿公便命大夫石祁子、甯莊子守衛都城，自率中軍，由大夫渠孔駕車、子伯為車右，命大夫黃夷、孔嬰齊分率前、後軍開赴熒澤迎敵，結果兵敗被殺。